# Stammliste des Hauses Nassau
Stammliste des Hauses Nassau mit den in der Wikipedia vertretenen Personen und wichtigen Zwischengliedern.

## Von Ruprecht von Laurenburg bis Walram II. (Nassau) und Otto I. (Nassau)
1. Ruprecht von Laurenburg (1093 belegt)
  1. Dudo (Laurenburg) (* um 1060; † um 1123), ⚭ Anastasia von Arnstein
    1. Ruprecht I. (Laurenburg) (* um 1090; † um 1154), ⚭ Beatrix von Limburg
      1. Ruprecht II. (Laurenburg) († 1159/1166)
      2. Walram I. (Nassau) (* um 1146; † 1198), ⚭ Kunigunde von Ziegenhain
        1. Beatrix, Nonne
        2. Heinrich II. (Nassau) (* 1190; † 1251), gen. der Reiche, ⚭ Mathilde von Geldern-Zütphen († nach 1247)
          1. Walram II. (Nassau) († 1276), ⚭ Adelheid von Katzenelnbogen; → Nachfahren siehe unten, Walramische Linie
          2. Ruprecht V., Ritter des Deutschen Ordens – hier liegt möglicherweise eine Verwechslung mit Ruprecht IV. vor, der Mitglied des Deut. Ordens wurde (vgl. die Schenkung Heinrichs II. an den Deut. Orden)
          3. Otto I. (Nassau) († 1289/90), ⚭ Elisabeth von Leiningen-Landeck; → Nachfahren siehe unten, Ottonische Linie
          4. Heinrich, Mönch in Arnstein
          5. Gerhard, Domherr und Archidiakon in Lüttich (1266, siehe Albert Hardt, Mittelrheinisches Urkundenbuch)
          6. Jutta, ⚭ Johann I. von Cuyk
          7. Johann I. (Utrecht) († 1309), Bischof-Elekt von Utrecht
          8. Katharina († 1304) Äbtissin in Altenberg, Schwester von Otto (Siehe Albert Hardt, Urkundenbuch der Abtei Altenberg)
          9. Elisabeth, ⚭ Gerhard III. von Eppstein

        3. Ruprecht IV. (Nassau)

      3. Arnold II. (Laurenburg) († um 1158)
        1. Ruprecht III. (Nassau) († um 1190)

    2. Arnold I. (Laurenburg) († um 1148)
      1. Heinrich I. (Nassau) († 1167)
      2. Ruprecht III. (Nassau) († um 1191), ⚭ Elisabeth von Leiningen
        1. Hermann (Nassau) († 1206), Domherr zu Mainz
        2. Luitgard (* um 1175/1180; † vor 1222), ⚭ (I) Gebhard IV. von Querfurt, Burggraf von Magdeburg; ⚭ (II) Hermann Graf von Virneburg

    3. Demudis, ⚭ Emich Graf von Diez

## Walramische Linie
1. Walram II. (Nassau) († 1276), ⚭ Adelheid von Katzenelnbogen († 1288); → Vorfahren siehe oben
  1. Adolf von Nassau (* vor 1250; X 1298), römisch-deutscher König, ⚭ Imagina von Isenburg-Limburg (* um 1255; † 1318), Tochter von Gerlach I. (Limburg) (* vor 1227; † 1289)
    1. Heinrich († jung)
    2. Imagina († jung)
    3. Ruprecht VI. (Nassau) (* vor 1280; † 1304)
    4. Mechthild von Nassau (* 1280; † 1323), ⚭ Rudolf I. (Pfalz) (* 1274; † 1319), Herzog von Oberbayern
    5. Gerlach I. (Nassau) (* um 1285; † 1361), Graf von Nassau-Weilburg, ⚭ (I) Agnes von Hessen († 1332); ⚭ (II) Irmengard von Hohenlohe-Weikersheim
      1. Adolf I. (* 1307; † 1370), Graf von Nassau-Wiesbaden-Idstein; → Nachfahren siehe unten, Linie Nassau-Wiesbaden-Idstein
      2. Johann I. (Nassau-Weilburg) (* 1309; † 1371) – Nassau-Weilburg-Saarbrücken ⚭ Johanna, Tochter des Johann II. von Saarbrücken.
        1. Johann († 1365)
        2. Philipp I. (Nassau-Saarbrücken-Weilburg) (* um 1368; † 1429) ⚭ (I) Anna von Hohenlohe-Weikersheim; (II) Elisabeth von Lothringen (* um 1395; † 1456), Tochter Friedrichs von Lothringen (* 1368; † 1415)
          1. Philipp (* 1388; † 1416)
          2. Johanna († 1481)
          3. Philipp II. (Nassau-Weilburg) (* 1418; † 1492); → Nachfahren siehe unten, Ältere Linie Nassau-Weilburg
          4. Johann III. (Nassau-Saarbrücken) (* 1423; † 1472), ⚭ (I.) Johanna von Loon-Heinsberg (* 1443; † 1469); ⚭ (II.) Elisabeth von Württemberg – Ältere Linie Nassau-Saarbrücken
            1. (I) Elisabeth (* 1459; † 1479), ⚭ 1472 Wilhelm von Jülich-Berg, Herzog von Jülich und Berg
            2. (I) Johanna (* 1464; † 1521), ⚭ Pfalzgraf Johann I. von Simmern (* 1459; † 1509)
            3. (II) Johann Ludwig (Nassau-Saarbrücken) (* 1472; † 1545) ⚭ (I.) Elisabeth von Pfalz-Zweibrücken († 1500), Tochter von Ludwig I. von Zweibrücken (* 1424; † 1489); ⚭ (II.) Katharina Gräfin von Moers-Saarwerden
              1. (I) Ottilie (* 1492; † 1554) ⚭ Johann V. (Sayn) (* 1493; † 1529)
              2. (I) Anna (* 1492; † 1565)
              3. (I) Elisabeth (1495; † 1559)
              4. (I) Johanna (* 1496; † 1556)
              5. (I) Margaretha (* 1497)
              6. (I) Felicitas (* 1499)
              7. (II) Anna (* 1508; † 1582)
              8. (II) Philipp II. (Nassau-Saarbrücken) (* 1509; † 1554) ⚭ Katharina Apollonia von Leiningen-Hartenburg
              9. (II) Johann IV. (Nassau-Saarbrücken) (* 1511; † 1574) → Linie ausgestorben
              10. (II) Margarethe (* 1513; † 1562),
              11. (II) Elisabeth (* 1515; † 1590)
              12. (II) Katharina (* 1517; † 1553) ⚭ Emich X. (Leiningen-Dagsburg) (* 1498; † 1541)
              13. (II) Agnes (* 1519)
              14. (II) Johann Ludwig (* 1524; † 1542)
              15. (II) Adolf (Nassau-Saarbrücken) (* 1526; † 1559) ⚭ Anastasia von Isenburg-Grenzau († 1558)[1]

          5. Margarete (* 1426; † 1490)

        3. Johanna (* 1362; † 1383), ⚭ Landgraf Hermann II. (Hessen) (* 1341; † 1413)
        4. Johannette († 1365)
        5. Agnes († 1401), ⚭ Simon III. Wecker, Graf von Zweibrücken-Bitsch († 1401)
        6. Schonette († 1436)
        7. Margarete († 1427), ⚭ Friedrich III., Graf von Veldenz

      3. Gerlach von Nassau (* 1322; † 1371), Erzbischof von Mainz
      4. Ruprecht VII. (Nassau-Sonnenberg) (* vor 1361; † 1390), zu Sonnenberg

    6. Adolf (* 1292; † 1294)
    7. Adelheid († 1338), Äbtissin von Klarenthal
    8. Walram III. (* 1294; † 1324), Graf zu Nassau-Wiesbaden

  2. Diether von Nassau (* um 1250; † 1307), Kurfürst und Erzbischof von Trier

### Linie Nassau-Wiesbaden-Idstein
1. Adolf I. (Nassau-Wiesbaden-Idstein) (* 1307; † 1370), Graf von Nassau-Wiesbaden-Idstein; → Vorfahren siehe oben, Walramische Linie ⚭ Margaretha von Nürnberg († nach 1382), Tochter des Burggrafen Friedrich IV. (Nürnberg) (* 1287; † 1332)
  1. Gerlach II. (* 1333), war als ein Nachfolger des Vaters vorgesehen
  2. Friedrich († 1371), Kanoniker in Mainz
  3. Agnes († 1376), ⚭ (I) Graf Werner IV. von Wittgenstein; ⚭ (II) Eberhard I. (Eppstein) (* 1337; † 1391)
  4. Margarethe wurde Äbtissin im Kloster Klarenthal
  5. Elisabeth († 1389), ⚭ Graf Diether VIII. (Katzenelnbogen) (* 1340; † 1402)
  6. Adolf I. von Nassau (* 1353; † 1390), Erzbischof von Mainz
  7. Johann II. von Nassau (* um 1360; † 1419), Erzbischof von Mainz
  8. Anna war Äbtissin in Klarenthal
  9. Walram IV. (Nassau-Wiesbaden-Idstein) (* 1354; † 1393) war Nachfolger des Vaters
    1. Margarethe (* um 1380, † nach 1432), ⚭ Heinrich VII. (Waldeck) († nach 1442)
    2. Adolf II. (Nassau-Wiesbaden-Idstein) (* 1386; † 1426), ⚭ Margarethe von Baden (* 1404; † 1442), Tochter von Bernhard I. (Baden) (* 1364; † 1431)
      1. Adolf II. von Nassau-Wiesbaden-Idstein (* um 1423; † 1475), Erzbischof von Mainz
      2. Johann (Nassau-Wiesbaden-Idstein) (* 1419; † 1480), ⚭ Marie von Nassau-Dillenburg (* 1418; † 1472), Tochter von Graf Engelbert I. (Nassau) (* 1370; † 1442)
        1. Maria (* 1438; † 1480), ⚭ Graf Ludwig von Isenburg in Büdingen († 1511)
        2. Margarethe († 1486), Äbtissin im Kloster Klarenthal (1473–1486)
        3. Anna (* um 1442; † 1480), ⚭ Graf Otto II. von Solms-Braunfels (* 1426; † 1504), Sohn von Bernhard II. von Solms-Braunfels († 1459)
        4. Adolf III. (Nassau-Wiesbaden-Idstein) (* 1443; † 1511), ⚭ Margarethe von Hanau-Lichtenberg (* 1463; † 1504), Tochter von Graf Philipp I. von Hanau-Lichtenberg (* 1417; † 1480) – Nassau-Wiesbaden
          1. Maria (* 1487; † 1548), ⚭ Graf Ludwig I. (Nassau-Weilburg) (* um 1473; † 1523)
          2. Anna (* 1490; † 1550), ⚭ Graf Heinrich XXXI. von Schwarzburg-Blankenburg (* 1473; † 1528), Sohn von Günther XXXVIII. von Schwarzburg-Blankenburg (* 1450; † 1484)
          3. Philipp I. (Nassau-Wiesbaden-Idstein) (* 1492; † 1558), ⚭ Adriana von Bergen op Zoom
            1. Katharina (* 1515; † 1540) ⚭ Johann III. von Hohenfels († 1573)
            2. Philipp II. von Nassau-Idstein (* 1516; † 1566) – Nassau-Idstein
            3. Margarethe (* 1517; † 1596), Äbtissin in Walsdorf
            4. Adolf IV. (* 1518; † 1556) ⚭ Franziska von Luxemburg († 1566), Tochter von Charles, Comte de Ligny, Brienne et Roussy (1488–1530) – Nassau-Wiesbaden
              1. Magdalene (* 1546; † 1604) ⚭ Graf Joachim von Manderscheid-Schleiden (* 1539; † 1582)

            5. Balthasar (Nassau-Wiesbaden-Idstein) (* 1520; † 1568) ⚭ Margarethe von Isenburg-Büdingen (* 1542; † 1612/13) – Nassau-Wiesbaden-Idstein
              1. Johann Ludwig I. (Nassau-Wiesbaden-Idstein) (* 1567; † 1596), ⚭ Maria von Nassau-Dillenburg (* 1568; † 1625), Tochter von Johann VI. (Nassau-Dillenburg) (* 1536; † 1606)
                1. Margarethe (* 1589; † 1660), ⚭ Graf Adolf (Bentheim-Tecklenburg) (* 1577; † 1623)
                2. Anna Katharina (* 1590; † 1622), ⚭ Graf Simon VII. (Lippe) (* 1587; † 1627)
                3. Marie Magdalene (* 1592; † 1654), ⚭ Graf Wolfgang Heinrich von Isenburg-Offenbach (* 1588; † 1635)
                4. Juliane (* 1593; † 1605)
                5. Johann Philipp (* 1595; † 1599)
                6. Johann Ludwig II. (* 1596; † 1605); → Linie im Mannesstamm erloschen

            6. Anna (* 1520; † 1594), Nonne in Walsdorf

        5. Johann (* um 1445; † 1482), Kanoniker in Mainz und Lüttich
        6. Engelbert (* 1448; † 1508), Kanoniker in Köln, Mainz und Frankfurt
        7. Philipp (Nassau-Idstein) (* 1450; † 1509), ⚭ Margarete von Pfalz-Zweibrücken (* 1456; † 1514), Tochter von Pfalzgraf Ludwig I. (Pfalz-Zweibrücken) (* 1424; † 1489) – Nassau-Idstein, ältere Linie
        8. (?) Bertha, Äbtissin im Kloster Klarenthal
        9. Anna, Nonne im Kloster Klarenthal

  10. Johann († 1420), Kurmainzer Statthalter im Eichsfeld
  11. Katharina († 1403), ⚭ 1373 Reinhard II. von Runkel-Westerburg (* 1354; † 1421), Herr von Westerburg

### Ältere Linie Nassau-Weilburg
1. Philipp II. (Nassau-Weilburg) (* 1418; † 1492), ⚭ Margarethe von Loon-Heinsberg (* 1426; † 1446); → Vorfahren siehe oben, Walramische Linie
  1. Johann (Nassau-Weilburg) (* 1441; † 1480), ⚭ Elisabeth von Hessen (* 1454; † 1489), Tochter von Landgraf Ludwig I. (Hessen) (* 1402; † 1458)
    1. Ludwig I. (Nassau-Weilburg) (* um 1473; † 1523), ⚭ Maria von Nassau-Wiesbaden-Idstein (* 1487; † 1548), Tochter von Adolf III. (Nassau-Wiesbaden-Idstein) (* 1443; † 1511)
      1. Philipp III. (Nassau-Weilburg) (* 1504; † 1559), ⚭ (I) Elisabeth von Sayn († 1531); ⚭ (II) Anna von Mansfeld (* 1520; † 1537), Tochter von Albrecht VII. von Mansfeld (* 1480; † 1560); ⚭ (III) Amalie von Isenburg-Büdingen (* 1522; † 1579)
        1. Albrecht (Nassau-Weilburg) (* 1537; † 1593), ⚭ Anna von Nassau-Dillenburg (* 1541; † 1616), Tochter von Wilhelm (Nassau) (* 1487; † 1559)
          1. Anna Amalia (* 1560; † 1635), ⚭ Graf Otto von Solms-Sonnenwalde
          2. Juliane (*/† 1562)
          3. Katharina (* 1563; † 1613)
          4. Ludwig II. (Nassau-Weilburg) (* 1565; † 1627), ⚭ Anna Maria von Hessen-Kassel (* 1567; † 1626), Tochter von Landgraf Wilhelm IV. (Hessen-Kassel) (* 1532; † 1592)
            1. Wilhelm Ludwig (Nassau-Saarbrücken) (* 1590; † 1640); → Nachfahren siehe unten, Jüngere Linie Nassau-Saarbrücken
            2. Anna Sabine (* 1591; † 1593)
            3. Albrecht (* 1593; † 1595)
            4. Sophia Amalia (* 1594; † 1612)
            5. Georg Adolf (* 1595; † 1596)
            6. Philipp (* 1597; † 1621)
            7. Luise Juliana (* 1598; † 1622)
            8. Moritz (* 1599; † 1601)
            9. Ernst Karl (* 1600; † 1604)
            10. Marie Elisabeth (* 1602; † 1626) ⚭ Graf Friedrich von Leiningen-Dagsburg (* 1593; † 1651)
            11. Johann (Nassau-Idstein) (* 1603; † 1677), ⚭ (I) Sibylla Magdalena von Baden-Durlach (* 1605; † 1644), Tochter von Markgraf Georg Friedrich (Baden-Durlach); ⚭ (II) Anna von Leiningen-Dagsburg-Falkenburg (* 1625; † 1668), Tochter von Graf Philipp Georg zu Leiningen-Dagsburg-Falkenburg – Nassau-Idstein, jüngere Linie
              1. Anna Ottilie (* 1630; † 1632)
              2. Gustav Adolf (* 1632; † 1664)
              3. Ludwig Friedrich (* 1633; † 1656)
              4. Bernhardine Sophie (* 1634; † 1642)
              5. Johann (* 1638; † 1658)
              6. Sabine Juliane (*/† 1639)
              7. Karl (* 1649; † 1651)
              8. Christine Elisabeth (* 1651; † 1676)
              9. Eleonore Luise (* 1653; † 1677)
              10. Ernestine (* 1654; † 1655)
              11. Georg Wilhelm (* 1656; † 1657)
              12. Johannette (* 1657; † 1733) ⚭ Graf Christian Ludwig von Waldeck (* 1635; † 1706)
              13. Sibylle Charlotte (* 1658; † 1660)
              14. Dorothea Amalie (* 1661; † 1740) ⚭ Graf Ludwig Friedrich von Wied († 1709)
              15. Philipp Ludwig (* 1662; † 1664)
              16. Georg August (Nassau-Idstein) (* 1665; † 1721), ⚭ Henriette Dorothea von Oettingen (* 1672; † 1728), Tochter von Fürst Albrecht Ernst I. von Oettingen
                1. Friedrich Ernst (* 1689; † 1690)
                2. Christine Luise von Nassau-Idstein (* 1691; † 1723), ⚭ Fürst Georg Albrecht (Ostfriesland) (* 1690; † 1734)
                3. Charlotte Eberhardine (* 1692; † 1693)
                4. Henriette Charlotte von Nassau-Idstein (* 1693; † 1734), ⚭ Herzog Moritz Wilhelm (Sachsen-Merseburg) (* 1688; † 1731)
                5. Eleonore Charlotte (* 1696; † 1696)
                6. Albertine Juliane (* 1698; † 1722), ⚭ Herzog Wilhelm Heinrich (Sachsen-Eisenach) (* 1691; † 1741)
                7. Auguste Friederike Wilhelmine von Nassau-Idstein (* 1699; † 1750), ⚭ Fürst Karl August (Nassau-Weilburg) (* 1685; † 1753)
                8. Johannette Wilhelmine von Nassau-Idstein (* 1700; † 1756), ⚭ Fürst Simon Henrich Adolph (Lippe) (* 1694; † 1734)
                9. Friedrich August (* 1702; † 1703)
                10. Wilhelm Samuel (* 1704; † 1704)
                11. Elisabeth Franziska (* 1708; † 1721)
                12. Luise Charlotte (* 1710; † 1721)

            12. Dorothea (* 1605; † 1620)
            13. Ernst Casimir (Nassau-Weilburg) (* 1607; † 1655), ⚭ Anna Maria von Sayn-Wittgenstein-Hachenburg (* 1610; † 1656), Tochter von Graf Wilhelm II. von Sayn-Wittgenstein-Hachenburg (* 1569; † 1623); → Nachfahren siehe unten, Jüngere Linie Nassau-Weilburg
            14. Otto (Nassau-Weilburg) (* 1610; † 1632)

          5. Georg Philipp (* 1567; † 1570)
          6. Albrecht (* 1569; † 1570)
          7. Wilhelm (Nassau-Weilburg) (* 1570; † 1597), ⚭ Erika von Isenburg-Birstein
            1. Anna (* 1597; † 1645), ⚭ Graf Friedrich von Leiningen-Dagsburg
            2. Elisabeth Juliane (* 1598; † 1682), ⚭ Graf Ludwig Casimir zu Sayn-Wittgenstein-Berleburg (* 1598; † 1643)

          8. Elisabeth (* 1572; † 1607), ⚭ Graf Georg von Sayn-Wittgenstein-Berleburg
          9. Juliane (* 1574; † ??)
          10. Anna Sibylla (* 1575; † ?), ⚭ Freiherr Peter Ernst von Kriechingen-Püttlingen
          11. Johann Casimir (Nassau-Weilburg) (* 1577; † 1602), ⚭ Elisabeth von Hessen-Darmstadt (* 1579; † 1655), Tochter von Landgraf Georg I. (Hessen-Darmstadt) (* 1547; † 1596)
            1. Anna Eleonore (* 1602; † 1685), ⚭ Herzog Ludwig Friedrich (Württemberg-Mömpelgard) (* 1586; † 1631)

          12. Magdalena (* 1580; † 1658)
          13. Anna Ottilie (* 1582; † 1635), ⚭ Graf Wilhelm von Sayn-Wittgenstein
          14. Ernestine (* 1584; † 1665), ⚭ Graf Philipp Ludwig von Wied

        2. Philipp IV. (Nassau-Weilburg) (* 1542; † 1602), ⚭ Elisabeth von Nassau-Dillenburg (* 1564; † 1611), Tochter von Johann VI. (Nassau-Dillenburg) (* 1536; † 1606)
        3. Ottilie (* 1546), ⚭ Graf Otto von Salm-Kyrburg
        4. Anna Amalie (* 1549; † 1598), ⚭ Graf Friedrich I. von Salm

      2. Anna (* 1505; † 1564) ⚭ 1523 Graf Johann III. (Nassau-Beilstein) (* 1495; † 1561)

#### Jüngere Linie Nassau-Saarbrücken
1. Wilhelm Ludwig (Nassau-Saarbrücken) (* 1590; † 1640) ⚭ Anna Amalie von Baden-Durlach (* 1595; † 1651),[2] Tochter von Markgraf Georg Friedrich (Baden-Durlach) (* 1573; † 1638); → Vorfahren siehe oben, Ältere Linie Nassau-Weilburg
  1. Anna Juliane (* 1617; † 1667) ⚭ Herzog Friedrich (Pfalz-Zweibrücken-Veldenz) (* 1616; † 1661)
  2. Moritz (*/† 1618)
  3. Charlotte (* 1619; † 1687)
  4. Kraft (* 1621; † 1642)
  5. Anna Amalie (* 1623; † 1695)
  6. Johann Ludwig (Nassau-Ottweiler) (* 1625; † 1690) ⚭ Dorothea Katharina (* 1634; † 1715), Tochter des Pfalzgrafen Christian I. von Pfalz-Birkenfeld-Bischweiler (* 1598; † 1654)
    1. Moritz (*/† 1650)
    2. Friedrich Ludwig (Nassau-Ottweiler) (* 1651; † 1728) 1.⚭ Christiana von Ahlefeld (* 1659; † 1695), Tochter von Friedrich von Ahlefeldt (* 1623; † 1686) 2. ⚭ Luise Sophie von Hanau-Lichtenberg (* 1662; † 1751) Tochter von Johann Reinhard II. von Hanau-Lichtenberg (* 1628; † 1666) → Linie ausgestorben
      1. Dorothea Friederika (* 1681; † 1691)
      2. Maria Charlotta (* 1684; † 1690)
      3. Christiane Charlotte von Nassau-Ottweiler (* 1685; † 1761) ⚭ I.Karl Ludwig (Nassau-Saarbrücken) (1665–1723) ⚭ II. Friedrich III. (Hessen-Homburg) (* 1673; † 1746)
      4. Louise (1686–1773) ⚭ Karl, Wild- und Rheingraf zu Dhaun
      5. Sophia Amalia (1688–1753) ⚭ Georg Friedrich, Burggraf zu Kirchberg in Hachenburg
      6. Maria Charlotta (1690–1714)
      7. Dorothea (1692–1740)⚭ Walrad, Wild- und Rheingraf zu Dhaun
      8. Eleonora (*/† 1693)

    3. Anna Katharina (* 1653; † 1731) ⚭ Johann Philipp Wild u. Rheingraf zu Dhaun, Graf zu Salm (* 1645; † 1693)
    4. Walrad (* 1656; † 1705)
    5. Karl Siegfried (* 1659; † 1679)[3]
    6. Ludwig (* 1661; † 1699) ⚭ Amalie Luise von Hornes (* 1665; † 1728)
    7. Luise (* 1662; † 1741)
    8. Moritz (* 1664; † 1666)

  7. Elisabeth Sibylle (* 1626; † 1627)
  8. Marie Sibylle (* 1628; † 1699) ⚭ Herzog August Philipp (Schleswig-Holstein-Sonderburg-Beck) (* 1612; † 1675)
  9. Georg Friedrich (*/† 1630)
  10. Gustav Adolf (Nassau-Saarbrücken) (* 1632; † 1677), ⚭ Eleonore Clara von Hohenlohe und Gleichen (* 1632; † 1709), Tochter von Graf Crato von Hohenlohe und Gleichen
    1. Ludwig Kraft (Nassau-Saarbrücken) (* 1663; † 1713), ⚭ Philippine Henriette zu Hohenlohe-Langenburg (* 1679; † 1751)[4], Tochter von Graf Heinrich Friedrich (Hohenlohe-Langenburg) (* 1625; † 1699)
      1. Elise (* 1700; † 1712)
      2. Eleonora Dorothea (* 1701; † 1702)
      3. Henriette (* 1702; † 1769)
      4. Karoline von Nassau-Saarbrücken (* 1704; † 1774), ⚭ Pfalzgraf Christian III. (Pfalz-Zweibrücken) (* 1674; † 1735)
      5. Luise Henriette (* 1705; † 1766), ⚭ Fürst Friedrich Carl zu Stolberg-Gedern (* 1693; † 1767)
      6. Eleonore (* 1707; † 1769), ⚭ Graf Ludwig (Hohenlohe-Langenburg) (* 1696; † 1765)
      7. Ludwig (* 1709; † 1710)
      8. Christina (* 1711; † 1712)

    2. Karl Ludwig (Nassau-Saarbrücken) (* 1665; † 1723), ⚭ Christiane Charlotte von Nassau-Ottweiler (* 1685; † 1761), Tochter von Friedrich Ludwig (Nassau-Ottweiler) (* 1651; † 1728); → Linie ausgestorben
      1. Friedrich Karl (* 1718; † 1719)
      2. Ludwig Karl (* 1720; † 1721)

    3. Sophie Amalia (* 1666; † 1736)
    4. Gustav Adolph (* 1667; † 1683)
    5. Sophie Eleonore (* 1669; † 1742)
    6. Sophie Dorothea (* 1670; † 1748)
    7. Philipp Wilhelm (1671)

  11. Georg Friedrich (* 1633; † 1635)
  12. Walrad (Nassau-Usingen) (* 1635; † 1702), 1659 Graf von Nassau-Usingen, 1688 Fürst; → Nachfahren siehe unten, Linie Nassau-Usingen

##### Linie Nassau-Usingen
1. Walrad (Nassau-Usingen) (* 1635; † 1702), 1659 Graf von Nassau-Usingen, 1688 Fürst, ⚭ (I) Catherine Francoise, comtesse de Croÿ-Roeulx; ⚭ (II) Magdalene Elisabeth, Gräfin zu Löwenstein-Wertheim-Rochefort; → Vorfahren siehe oben, Jüngere Linie Nassau-Saarbrücken
  1. Wilhelmine Henriette (* 1679; † 1718), ⚭ Graf Carl Ludwig Friedrich von Salm, Wild- und Rheingraf in Grumbach (* 1678; † 1727), Sohn von Graf Leopold Philipp Wilhelm von Salm, Wild- und Rheingraf zu Grumbach
  2. Heinrich (* 1680; † 1682)
  3. Maria Ernestina (1683)
  4. Wilhelm Heinrich (Nassau-Usingen) (* 1684; † 1718), ⚭ Charlotte Amalie von Nassau-Dillenburg (* 1680; † 1738), Tochter von Fürst Heinrich (Nassau-Dillenburg) (* 1641; † 1701)
    1. Francisca Dorothea (* 1707; † 1750)
    2. Heinrich Ferdinand (* 1708)
    3. Amalie (1709)
    4. Wilhelm Adolf (1710)
    5. Karl (Nassau-Usingen) (* 1712; † 1775), Fürst von Nassau-Usingen, ⚭ (I) Christiane Wilhelmine von Sachsen-Eisenach (* 1711; † 1740), Tochter von Johann Wilhelm (Sachsen-Eisenach) (* 1666; † 1729); ⚭ (II) Magdalene Gross (* 1712),
      1. Karl Wilhelm (Nassau-Usingen) (* 1735; † 1803), 1775 Fürst von Nassau-Usingen, ⚭ Karoline Felicitas zu Leiningen-Langsberg-Heidesheim (* 1734; † 1810), Tochter von Graf Christian Karl Reinhard (Leiningen-Dagsburg-Falkenburg) (* 1695; † 1766)
        1. Karl Wilhelm (* 1761; † 1763)
        2. Karoline Polyxena von Nassau-Usingen (* 1762; † 1823), ⚭ Landgraf Friedrich von Hessen-Kassel (1747–1837)
        3. Luise Henriette Carolina (* 1763; † 1845)
        4. (Sohn) (1768)

      2. Christine (* 1736; † 1741)
      3. Friedrich August (Nassau-Usingen) (* 1738; † 1816), 1803 Fürst von Nassau-Usingen, 1806 Herzog von Nassau, ⚭ Luise von Waldeck (* 1751; † 1816), Tochter von Fürst Karl August Friedrich (Waldeck-Pyrmont) (* 1704; † 1763); → Linie ausgestorben
        1. Christina Louise (* 1776; † 1829), ⚭ Prinz Friedrich von Baden (1756–1817)
        2. Friederike von Nassau-Usingen (* 1777; † 1821), ⚭ Fürst August Christian (Anhalt-Köthen) (* 1769; † 1812)
        3. Auguste Amalie (* 1778; † 1846) ⚭ (I) Ludwig (Hessen-Homburg) (* 1770; † 1839); ⚭ (II) 1807 Friedrich Wilhelm von Bismarck (* 1783; † 1860)
        4. Friedrich Wilhelm (1780)
        5. Luise Maria (* 1782; † 1813)
        6. Friederike Viktoria (* 1784; † 1822)
        7. Friedrich Karl (* 1787)

      4. Johann Adolph von Nassau-Usingen (* 1740; † 1793)
      5. Philippine Catherine (* 1744; † 1798), ⚭ Freiherr Karl Friedrich von Kruse
      6. Karl Philipp (* 1746; † 1789)
      7. Sophie Christine (1750)
      8. Wilhelm Heinrich (1755)

    6. (Tochter) (1713)
    7. Hedwig Henriette (* 1714; † 1786)
    8. Ludwig August (1714)
    9. Johannetta Christina (* 1715; † 1716)
    10. Wilhelm Heinrich (Nassau-Saarbrücken) (* 1718; † 1768), ⚭ Sophie Christine von Erbach-Erbach-Reichenberg (* 1725; † 1795), Tochter von Graf Georg Wilhelm von Erbach-Erbach-Reichenberg
      1. Sophie Auguste (* 1743; † 1747)
      2. Ludwig (Nassau-Saarbrücken) (* 1745; † 1794) ⚭ (I) Wilhelmina von Schwarzburg-Rudolstadt (* 1751; † 1780),[5] Tochter von Fürst Johann Friedrich (Schwarzburg-Rudolstadt) (* 1721; † 1767); (II) außerehelich: Frederike Amalie Dern (* 1753; † 1802), Tochter von Kammerdirektor Georg Andreas Dern (1714–1798); ⚭ (III) Katharina Kest (* 1757; † 1829), Tochter von Bauer Johann Georg Kest (1702–1762)
        1. (I) Heinrich Ludwig (Nassau-Saarbrücken) (* 1768; † 1797) ⚭ Marie Francoise de St. Maurice (* 1761; † 1838), Tochter von Alexandre-Marie-Léonor de Saint-Mauris de Montbarrey (* 1732; † 1796), franz. Kriegsminister
        2. (II) Frederika Luisa von Dorsberg (* 1771; † ??) ⚭ François Leclerc d'Alteville
        3. (II) Ludwig Carl Philipp von Dorsberg (* 1774; † 1871)
        4. (III) Ludwig Albrecht von Ottweiler (* 1775; † 1784)
        5. (III) Ludwig Carl von Ottweiler (* 1776; † 1799)
        6. (III) Luise von Ottweiler (* 1778; † 1855) ⚭ Kammersänger Joseph Fischer (1780–1862)
        7. (III) Heinrich von Ottweiler (* 1779; † 1781)
        8. (III) Ludwig von Ottweiler (* 1785; † 1796)
        9. (III) Luise Katharina von Ottweiler (* 1786; † 1818) ⚭ 1810 Pfarrer Heinrich Friedrich Wilhelmi (1786–1860)
        10. (III) Adolph von Ottweiler (* 1789; † 1812)

      3. Friedrich August (* 1748; † 1750)
      4. Anna Karoline (* 1751; † 1824) ⚭ (I) Herzog Friedrich Heinrich Wilhelm (Schleswig-Holstein-Sonderburg-Glücksburg) (* 1747; † 1779); ⚭ (II) Herzog Friedrich Karl Ferdinand (Braunschweig-Wolfenbüttel-Bevern) (* 1729; † 1809)
      5. Wilhelmine Henriette (* 1752; † 1829), ⚭ Louis Armand de Seiglières, Marquis de Soyecourt (* 1722; † 1790)

  5. Maria Albertina (* 1686; † 1768), ⚭ Graf Johann Georg (Ortenburg) (* 1686; † 1725)

#### Jüngere Linie Nassau-Weilburg
1. Ernst Casimir (Nassau-Weilburg) (* 1607; † 1655), ⚭ Anna Maria von Sayn-Wittgenstein-Hachenburg (* 1610; † 1656), Tochter von Graf Wilhelm II. von Sayn-Wittgenstein-Hachenburg (* 1569; † 1623); → Vorfahren siehe oben, Ältere Linie Nassau-Weilburg
  1. Wilhelm Ludwig (* 1634; † 1636)
  2. Marie Eleonore (* 1636; † 1678), ⚭ Graf Kasimir von Eberstein († 1660)
  3. (Sohn) (22. April 1637)
  4. Kasimir (* 1638; † 1639)
  5. Friedrich (Nassau-Weilburg) (* 1640; † 1675), ⚭ Christiane Elisabeth von Sayn-Wittgenstein-Homburg (* 1646; † 1678), Tochter von Graf Ernst von Sayn-Wittgenstein-Homburg (* 1599; † 1649)
    1. Johann Ernst (Nassau-Weilburg) (* 1664; † 1719), Fürst, ⚭ Marie Polyxena von Leiningen-Hardenburg (* 1662; † 1725), Tochter von Graf Friedrich Emich von Leiningen-Hardenburg
      1. Friedrich Ludwig (* 1683; † 1703)
      2. Karl August (Nassau-Weilburg) (* 1685; † 1753), ⚭ Auguste Friederike von Nassau-Idstein (* 1699; † 1750), Tochter von Prinz Georg August (Nassau-Idstein) (* 1665; † 1721)
        1. Henriette Maria Dorothea (*/† 1724)
        2. Henriette Augusta Frederica (* 1726; † 1757)
        3. Louise Christiana (*/† 1727)
        4. Polyxena Wilhelmina Louise (* 1728; † 1732)
        5. Christiana Louise Charlotte (* 1730; † 1732)
        6. Luise (* 1733; † 1764), ⚭ Simon August (Lippe) (* 1727; † 1782)
        7. Karl Christian (Nassau-Weilburg) (* 1735; † 1788), ⚭ (I) Karoline von Oranien-Nassau-Diez (* 1743; † 1787), Tochter von Wilhelm IV. (Oranien) (* 1711; † 1751); ⚭ (II) Barbara Giessen von Kirchheim
          1. Georg (* 1760; † 1762)
          2. Wilhelm (* 1761; † 1762)
          3. Marie (* 1764; † 1802)
          4. Luise (* 1765; † 1837), ⚭ Fürst Heinrich XIII. (Reuß-Greiz) (* 1747; † 1817)
          5. (Tochter) (*/† 1767)
          6. Friedrich Wilhelm (Nassau-Weilburg) (* 1768; † 1816), 1788 Fürst von Nassau-Weilburg, ⚭ Isabelle zu Sayn-Hachenburg (* 1772; † 1827), Tochter von Graf Wilhelm Georg zu Sayn-Hachenburg (* 1751; † 1777)
            1. Wilhelm I. (Nassau) (* 1792; † 1839), 1816 Herzog von Nassau, ⚭ (I) Luise von Sachsen-Hildburghausen (* 1794; † 1825), Tochter von Herzog Friedrich (Sachsen-Altenburg) (* 1763; † 1834); ⚭ (II) Pauline von Württemberg (1810–1856), Tochter von Prinz Paul von Württemberg (* 1785; † 1852)
              1. Auguste (*/† 1814)
              2. Theresa (* 1815; † 1871), ⚭ Prinz Peter von Oldenburg (* 1812; † 1881)
              3. Adolph (Luxemburg) (* 1817; † 1905), 1839–1866 Herzog von Nassau, 1890–1905 Großherzog von Luxemburg
                1. (Tochter) (*/† 1845)
                2. Wilhelm IV. (Luxemburg) (* 1852; † 1912), 1905 Großherzog von Luxemburg, ⚭ Maria Anna do Carmo von Portugal (* 1861; † 1942), Tochter von König Michael I. (Portugal) (* 1802; † 1866)
                  1. Maria-Adelheid (Luxemburg) (* 1894; † 1924), 1912–1919 Großherzogin von Luxemburg
                  2. Charlotte (Luxemburg) (* 1896; † 1985), ⚭ Felix von Bourbon-Parma (* 1893; † 1970); → Nachkommen siehe unten, Haus Luxemburg-Nassau (Bourbon-Parma)
                  3. Hilda (* 1897; † 1979), ⚭ Fürst Adolf von Schwarzenberg
                  4. Antonia von Luxemburg (* 1899; † 1954), ⚭ Prinz Rupprecht von Bayern (* 1869; † 1955), Generalfeldmarschall
                  5. Elisabeth Marie (* 1901; † 1950), ⚭ Fürst Ludwig Philipp von Thurn und Taxis (* 1901; † 1933), Sohn von Fürst Albert von Thurn und Taxis (* 1867; † 1952)
                  6. Sophie Caroline (* 1902; † 1941), ⚭ Ernst Heinrich von Sachsen (* 1896; † 1971)

                3. Friedrich (* 1854; † 1855)
                4. Marie (1857)
                5. Franz Joseph Wilhelm (* 1859; † 1875)
                6. Hilda von Nassau (* 1864; † 1952), ⚭ Großherzog Friedrich II. (Baden, Großherzog) (* 1857; † 1928)

              4. Wilhelm (* 1819; † 1823)
              5. Moritz (* 1820; † 1850)
              6. Marie (* 1822; † 1824)
              7. Wilhelm (* 1823; † 1828)
              8. Marie von Nassau (* 1825; † 1902), ⚭ Fürst Hermann zu Wied (* 1814; † 1864)
              9. (Tochter) (1830)
              10. Helene von Nassau (* 1831; † 1888), ⚭ Fürst Georg Viktor (Waldeck-Pyrmont) (* 1831; † 1893)
              11. Nikolaus Wilhelm zu Nassau (* 1832; † 1905), Generalmajor, ⚭ (morg.) Natalie Puschkin (1836; † 1913), Tochter von Alexander Sergejewitsch Puschkin (* 1799; † 1837), begründet die Grafen von Merenberg
              12. Sophia von Nassau (* 1836; † 1913), ⚭ König Oskar II. (Schweden) (* 1829; † 1907)

            2. Auguste (* 1794; † 1796)
            3. Henriette Alexandrine von Nassau-Weilburg (* 1797; † 1829), ⚭ Erzherzog Karl von Österreich-Teschen (* 1771; † 1847)
            4. Friedrich (* 1799; † 1845)

          7. Karoline (* 1770; † 1828), ⚭ Fürst Karl Ludwig von Wied-Runkel (* 1763; † 1824), Sohn von Fürst Christian Ludwig von Wied (* 1732; † 1791)
          8. Karl (*/† 1772)
          9. Karl (* 1775; † 1807)
          10. Amelie (* 1776; † 1841) ⚭ Fürst Victor II. von Anhalt-Bernburg-Schaumburg-Hoym (* 1767; † 1812)
          11. Henriette von Nassau-Weilburg (* 1780; † 1857), ⚭ Ludwig von Württemberg (* 1756; † 1817), General der Kavallerie
          12. Karl (*/† 1784)
          13. Kinder

      3. Maria Polyxena (* 1686; † 1687)
      4. Johanna Louise (* 1687; † 1688)
      5. Karl Ernst (* 1689; † 1708)
      6. Heinrich Ludwig (* 1690; † 1691)
      7. Magdalen Henriette (* 1691; † 1725), ⚭ Fürst Friedrich Wilhelm zu Solms-Braunfels (* 1696; † 1761), Sohn von Graf Wilhelm Moritz zu Solms-Braunfels (* 1651; † 1720)
      8. Albertina (* 1693; † 1748)
      9. (Tochter) (* 1694)

    2. Friedrich Wilhelm Ludwig (* 1665; X 1684)
    3. Marie Christiane (* 1666; † 1734)

  6. Anna (* 1641, jung gestorben)

##### Haus Luxemburg-Nassau (Bourbon-Parma)
1. Charlotte (Luxemburg) (* 1896; † 1985), ⚭ Felix von Bourbon-Parma (* 1893; † 1970) (Haus Bourbon-Parma); → Vorfahren siehe oben, Jüngere Linie Nassau-Weilburg
  1. Jean (Luxemburg) (* 1921; † 2019), Großherzog, ⚭ Joséphine Charlotte von Belgien (* 1927; † 2005), Tochter von König Leopold III. (Belgien) (* 1901; † 1983)
    1. Marie-Astrid (* 1954), ⚭ Erzherzog Karl Christian von Österreich
    2. Henri (Luxemburg) (* 1955), Großherzog, ⚭ Maria Teresa Mestre (* 1956)
      1. Guillaume Jean Joseph Marie von Luxemburg (* 1981) ⚭ Gräfin Stéphanie de Lannoy (* 1984)
      2. Félix von Luxemburg (* 1984), ⚭ Claire Margareta Lademacher (* 1985)
        1. Amalia de Nassau (* 2014)

      3. Louis von Luxemburg (* 1986), ⚭ Tessy Antony (* 1985)
        1. Gabriel de Nassau (* 2006)
        2. Noah Guillaume de Nassau (* 2007)

      4. Alexandra von Luxemburg (* 1991)
      5. Sébastien von Luxemburg (* 1992)

    3. Jean (* 1957), ⚭ Hélène Suzanne Vestur
      1. Marie Gabrielle (* 1986)
      2. Constantin (* 1988)
      3. Wenceslas (* 1990)
      4. Carl Johan (* 1992)

    4. Margaretha (* 1957), ⚭ Prinz Nikolaus von und zu Liechtenstein (* 1947), Sohn von Fürst Franz Josef II. (Liechtenstein) (* 1906; † 1989)
    5. Guillaume (* 1963), ⚭ Sibilla Weiller (* 1968)
      1. Paul Louis (* 1998)
      2. Leopold (* 2000)
      3. Charlotte (* 2000)
      4. Jean André (* 2004)

  2. Charles (* 1927; † 1977), ⚭ Joan Douglas-Dillon (* 1935)
    1. Charlotte (* 1967), ⚭ Mark Cunningham (* 1965)
    2. Robert (* 1968), ⚭ June Ongaro (* 1966)

  3. Elisabeth (* 1922; † 2011), ⚭ Herzog Franz Ferdinand von Hohenberg
  4. Maria Adelaide (* 1924; † 2007), ⚭ Carl Joseph Graf Henckel von Donnersmarck
  5. Marie Gabrielle (* 1925; † 2023), ⚭ Knud Graf von Holstein-Ledreborg
  6. Alix (* 1929; † 2019), ⚭ Antoine Fürst von Ligne

## Ottonische Linie
1. Otto I. (Nassau) († 1289/90), ⚭ Elisabeth von Leiningen-Landeck; → Vorfahren siehe oben
  1. Heinrich III. (Nassau-Siegen) († 1343), Graf von Nassau-Siegen, Graf von Nassau-Dillenburg, ⚭ Adelheid von Sponheim-Heinsberg
    1. Heinrich I. (Nassau-Beilstein) (* 1323; † 1378/80), Graf von Nassau-Beilstein; → Nachfahren siehe unten, Linie Nassau-Beilstein
    2. Otto II. (Nassau) (* 1300/05; X 1350/51), ⚭ Adelheid von Vianden, Tochter von Philipp II. von Vianden (* 1310; † 1376); →  Nachfahren siehe unten, Linie Nassau-Dillenburg

  2. Johann (Nassau-Dillenburg) (X 1328), Graf von Nassau-Dillenburg
  3. Emich I. (Nassau-Hadamar) († 1334), Graf von Nassau-Hadamar, ⚭ Anna von Nürnberg († 1355), Tochter von Burggraf Friedrich III. (Nürnberg) (* um 1220; † 1297); → Nachfahren siehe unten, Ältere Linie Nassau-Hadamar
  4. Gertrud, Äbtissin von Altenburg
  5. Otto, Domherr zu Worms
  6. Mechtild, ⚭ Graf Gerhard I. von Vianden

### Linie Nassau-Beilstein
1. Heinrich I. (Nassau-Beilstein) (* 1323; † 1378/80), Graf von Nassau-Beilstein; ⚭Meyna (Imagina) von Westerburg († um 1380); → Vorfahren siehe oben, Ottonische Linie
  1. Adelheid († 1365), ⚭ Heinrich von Kronberg
  2. Heinrich II. (Nassau-Beilstein) (* 1374; † nach 1412), ⚭ Katharina von Randerode
    1. Katharina von Nassau-Beilstein († 1459), ⚭ Reinhard II. von Hanau
    2. Johann I. (Nassau-Beilstein) († 1473), ⚭ I) Mathilde von Isenburg-Grenzau († 1436), ⚭ II) Johanna von Gehmen († um 1451)
      1. I) Margarethe († 1498), ⚭ Johan von Schöneck
      2. I) Philipp († 1446)
      3. I) Elisabeth († 1459), ⚭ Otto von Bronkhorst-Borculo
      4. II) Heinrich IV. (Nassau-Beilstein) (* 1449; † 1499), ⚭ Eva von Sayn (* 1455; † um 1525)
        1. Johann II. (Nassau-Beilstein) († 1513), ⚭ I) Maria von Solms-Braunfels (* 1471; † 1505), ⚭ II) Anna zur Lippe († 1533)
          1. Johann III. (Nassau-Beilstein) (* 1495; † 1561), ⚭ Anna von Nassau-Weilburg (* 1505; † 1564); → Linie ausgestorben
          2. Heinrich V. (Nassau-Beilstein) (X 1525)
          3. Hermana († 1584)

        2. Eva († 1575), ⚭ Nikolaus IV. von Tecklenburg
        3. Gerhard († 1506)
        4. Bernhard von Nassau-Beilstein († 1556)
        5. Reinhard
        6. Ludwig († 1516)
        7. Otto (* 1485)
        8. Margarethe
        9. Irmgard
        10. Elisabeth

    3. Wilhelm († 1430)
    4. Heinrich III. (Nassau-Beilstein) († 1477)

  3. Reinhold (* 1377; † vor 1412)

### Linie Nassau-Dillenburg
1. Otto II. (Nassau) (* 1300/05; X 1350/51), ⚭ Adelheid von Vianden, Tochter von Philipp II. von Vianden (* 1310; † 1376); → Vorfahren siehe oben, Ottonische Linie
  1. Johann I. (Nassau) (* um 1339; † 1416), ⚭ Margarethe von der Mark
    1. Adolf (Nassau-Dillenburg) (* 1362; † 1420)
      1. Jutta († 1424) ⚭ Godfried VII. von Eppenstein-Münzenberg (* 1375; † 1437).

    2. Johann II. (Nassau) († 1443)
    3. Engelbert I. (Nassau) (* 1370; † 1442), ⚭ Johanna von Polanen (* 1392; † 1445) Tochter von Johann III. von Polanen († 1394)
      1. Johann IV. (Nassau) (* 1410; † 1475), ⚭ Gräfin Maria von Loon-Heinsberg
        1. Anna von Nassau-Dillenburg (* 1441; † 1515), ⚭ Herzog Otto V. (Braunschweig-Lüneburg) (* 1439; † 1471)
        2. Johanna (* 1444; † 1488), ⚭ Graf Philipp I. (Waldeck)
        3. Adriana von Nassau-Dillenburg (* 1449; † 1477), ⚭ Graf Philipp I. von Hanau-Münzenberg (* 1449; † 1500)
        4. Engelbert II. (Nassau) (* 1451; † 1504), Erbe in Breda, ⚭ Zimburg von Baden (* 1450; † 1501), Tochter von Markgraf Karl I. (Baden) (* 1427; † 1475)
        5. Johann V. (Nassau) (* 1455; † 1516), ⚭ Elisabeth von Hessen (* 1466; † 1523), Tochter von Landgraf Heinrich III. (Hessen) (* 1440/41; † 1483), gen. der Reiche
          1. Heinrich III. (Nassau) (* 1483; † 1538), ⚭ (I) Françoise Louise von Savoyen (1485–1511), Tochter von Jakob von Savoyen (* 1450; † 1486); ⚭ (II) Claude von Chalon; ⚭ (III) Mencia de Mendoça y Foinseca (* 1508; † 1554) – Nassau-Breda
            1. (II) Renatus (Oranien-Nassau) (* 1519; X 1544), ⚭ Anna von Lothringen (* 1522; † 1568), Tochter von Anton II. (Lothringen) (* 1489; † 1544), 1530 Fürst von Oranien

          2. Johann (* 1484; † 1504)
          3. Ernst (* 1486)
          4. Wilhelm (Nassau) (* 1487; † 1559), ⚭ (I) Walburga (* 1490; † 1529), Tochter des Johann III. von Egmond (* 1438; † 1516); ⚭ (II) Juliana zu Stolberg (* 1506; † 1580), Tochter von Botho zu Stolberg (* 1467; † 1538), Witwe des Grafen Philipp II. von Hanau-Münzenberg der Reiche – Nassau-Dillenburg
            1. Elisabeth (* 1515; † 1524)
            2. Magdalena (* 1522; † 1567)
            3. Wilhelm I. (Oranien) (* 1533; † 1584), der Schweiger, Statthalter der Niederlande; → Nachfahren siehe unten, Ältere Linie Oranien-Nassau
            4. Hermanna (* 1534, jung verstorben)
            5. Johann VI. (Nassau-Dillenburg) (* 1536; † 1606), der Ältere, ⚭ (I) Elisabeth (* 1537; † 1579), Tochter des Landgrafen Georg III. (Leuchtenberg) (* 1502; † 1555); ⚭ (II) Kunigunde Jakobäa von der Pfalz (* 1556; † 1586), Tochter des Kurfürsten Friedrich III. (Pfalz) (* 1515; † 1576); ⚭ (III) Johannetta von Sayn-Wittgenstein (* 1561; † 1622) – Nassau-Dillenburg
              1. Wilhelm Ludwig (Nassau-Dillenburg) (* 1560; † 1620), Statthalter von Friesland und Groningen, ⚭ Anna von Nassau-Oranien (* 1563; † 1588), Tochter von Wilhelm I. (Oranien) (* 1533; † 1584), der Schweiger
              2. Johann VII. (Nassau-Siegen) (* 1561; † 1623), der Mittlere, Graf von Nassau-Siegen; → Nachfahren siehe unten, Linie Nassau-Siegen
              3. Georg (Nassau-Dillenburg) (* 1562; † 1623) ⚭ (I) 1548 Anna Amalie von Nassau-Saarbrücken (* 1565; † 1605), Tochter von Philipp IV. (Nassau-Weilburg) (* 1542; † 1602); ⚭ (II) 1605 Gräfin Amalie von Sayn-Wittgenstein (* 1585; † 1633), Tochter von Ludwig I. (Sayn-Wittgenstein); → Nachfahrensiehe unten, Linie Nassau-Dillenburg 2
              4. Elisabeth (* 1564; † 1611), ⚭ (I) Philipp IV. (Nassau-Weilburg) (* 1542; † 1602); ⚭ (II) 1603 Graf Wolfgang Ernst I. von Isenburg-Büdingen (* 1560; † 1633)
              5. Juliana (* 1565; † 1630), ⚭ (I) Adolf Heinrich van Salm-Dhaun (* 1557; † 1606), Sohn von Philipp Franz von Salm-Dhaun; ⚭ (II) Graf Johann Albrecht I. von Solms-Braunfels (* 1563; † 1623)
              6. Philipp von Nassau (* 1566; † 1595)
              7. Maria (* 1568; † 1625), ⚭ Johann Ludwig von Nassau-Wiesbaden (* 1567; † 1596), Sohn von Balthasar von Nassau-Wiesbaden († 1568)
              8. Anna Sibylla (* 1569; † 1576)
              9. Mathilde (* 1570; † 1625), ⚭ Wilhelm von Mansfeld (* 1555; † 1615), Sohn von Johann Albrecht von Mansfeld
              10. Ernst Casimir (Nassau-Dietz) (* 1573; † 1632), ⚭ Sophie Hedwig von Braunschweig-Lüneburg (* 1592; † 1642), Tochter von Heinrich Julius (Braunschweig-Wolfenbüttel) (* 1564; † 1613); → Nachfahren siehe unten, Linie Nassau-Dietz
              11. Ludwig Günther von Nassau (* 1575; † 1604), ⚭ Margareta von Manderscheid-Blankenheim (* 1575; † 1606)
              12. Amalia (* 1582; † 1635), ⚭ Wilhelm von Solms-Greifenstein (* 1570; † 1635), Sohn von Konrad von Solms-Greifenstein
              13. Kunigunde (* 1583; † 1584)
              14. Georg Ludwig (* 1588; † 1588)
              15. Johann Ludwig (Nassau-Hadamar) (* 1590; † 1653), 1606 Graf von Nassau-Hadamar, 1650 Fürst , ⚭ Ursula zur Lippe (* 1598; † 1638), Tochter von Graf Simon VI. (Lippe) (* 1554; † 1613); → Nachfahren siehe unten, Jüngere Linie Nassau-Hadamar
              16. Johannetta Elisabeth (* 1593; † 1654), ⚭ Graf Konrad Gumprecht (Bentheim-Limburg) (* 1585; † 1618)
              17. Anna (* 1594; † 1660), ⚭ Philipp Ernst von Isenburg-Birstein (* 1595; † 1635), Sohn von Wolfgang Ernst I. von Isenburg-Birstein
              18. Magdalena (* 1595; † 1633), ⚭ Georg Albrecht von Erbach (* 1597; † 1649), Sohn von Georg III. von Erbach (* 1548; † 1605)
              19. Anna Amalia (* 1599; † 1667), ⚭ Wilhelm Otto von Isenburg-Birstein (* 1597; † 1667), Sohn von Wolfgang Ernst I. von Isenburg-Birstein
              20. Juliane (* 1602; † 1602)

            6. Ludwig von Nassau (* 1538; † 1574)
            7. Maria (* 1539; † 1599), ⚭ Wilhelm IV., Herzog von Berg (* 1537; † 1586)
            8. Adolf von Nassau (Oranien) (* 1540; X 1568)
            9. Anna (Nassau-Dillenburg) (* 1541; † 1616), ⚭ Albrecht (Nassau-Weilburg) (* 1537; † 1593)
            10. Elisabeth (* 1542; † 1603), ⚭ Graf Konrad von Solms-Braunfels (* 1542; † 1592)
            11. Katharina (* 1543; † 1624), ⚭ Günther XLI. (Schwarzburg-Arnstadt) (* 1529; † 1583)
            12. Juliana (* 1546; † 1588), ⚭ Graf Albrecht VII. (Schwarzburg-Rudolstadt) (* 1537; † 1605)
            13. Magdalena (* 1547; † 1633)
            14. Heinrich von Nassau-Dillenburg (* 1550; X 1574)

          5. Johann (* 1484; † 1504) – wird weiter unten nochmal als weiterer Sohn aufgeführt (Qualitätskontrolle?)
          6. Ernst (* 1486) – wird weiter unten nochmal als weiterer Sohn aufgeführt
          7. Elisabeth
          8. Maria

      2. Maria (* 1418; † 1472), ⚭ Johann II. (Nassau-Wiesbaden-Idstein) (* 1419; † 1480), Sohn von Adolf II. (Nassau-Wiesbaden-Idstein) (* 1386; † 1426)
      3. Heinrich II. (* 1414; † 1451)

    4. Johann von Nassau-Dillenburg († 1433)

  2. Heinrich († 1402)
  3. Otto († 1384), Kleriker in Mainz
2. Agnes (hier liegt offensichtlich ein Fehler vor: laut vorausgehender Darstellung hatte Heinrich III. lediglich zwei Söhne – Heinrich von Nassau Beilstein und Otto II.)

#### Ältere Linie Oranien-Nassau
1. Wilhelm I. (Oranien) (* 1533; † 1584), gen. der Schweiger, Statthalter der Niederlande, ⚭ (I) Anna von Egmond (* 1533; † 1558), Tochter von Maximilian von Egmond (* um 1500; † 1548); ⚭ (II) Anna von Sachsen (* 1544; † 1577), Tochter von Kurfürst Moritz (Sachsen) (* 1521; † 1553); ⚭ (III) Charlotte de Bourbon-Montpensier (* 1546; † 1582), Tochter von Louis III. de Bourbon, duc de Montpensier (* 1513; † 1582); ⚭ (IV) Louise de Coligny (* 1555; † 1620), Tochter des Admirals Gaspard II. de Coligny (* 1519; † 1572); → Vorfahren siehe oben, Linie Nassau-Dillenburg
  1. Maria (* 1553; † 1555)
  2. Philipp Wilhelm (Oranien) (* 1554; † 1618), ⚭ Eleonore von Bourbon-Condé (* 1587; † 1619), Tochter von Henri I. de Bourbon, prince de Condé (* 1552; † 1588)
  3. Maria von Oranien-Nassau (* 1556; † 1616), ⚭ Philipp von Hohenlohe-Neuenstein (* 1550; † 1606), Sohn von Ludwig Kasimir von Hohenlohe-Waldenburg
  4. Anna (* 31. Oktober 1562; † wenige Tage später).
  5. Anna von Nassau-Oranien (* 1563; † 1588), ⚭ Graf Wilhelm Ludwig (Nassau-Dillenburg) (* 1560; † 1620)
  6. Moritz (* 8. Dezember 1564; † März 1566).
  7. Moritz von Oranien (* 1567; † 1625), ⚭ Margarethe von Mechelen (* 1581; † 1662), Tochter von Cornelis von Mechelen
    1. Wilhelm (* 1601; † 1627)
    2. Ludwig von Nassau-Beverweerd (* 1602; † 1665), ⚭ Isabella Gräfin von Hornes
      1. Moritz Ludwig I. von Nassau-LaLecq (* 1631; † 1683), ⚭ Anna Isabella von Bayern von Schagen
        1. Moritz Ludwig II. von Nassau-LaLecq (* 1670; † 1740), ⚭ Elisabeth Wilhelmina von Nassau-Odijk

      2. Heinrich von Nassau-Ouwerkerk (* 1640; † 1708), ⚭ Frances van Aersen
        1. Isabella von Nassau-Ouwerkerk (* 1668; † 1691/92) ⚭ Charles Granville, 2. Earl of Bath (* 1661; † 1701)
        2. Ludwig von Nassau-Ouwerkerk (* 1669; † 1687)
        3. Lucia von Nassau-Ouwerkerk (* 1671; † 1673)
        4. Heinrich von Nassau-Ouwerkerk, 1. Earl of Grantham (* 1672; † 1754)
          1. Henrietta von Nassau-Ouwerkerk († 1747), ⚭ William Clavering-Cowper, 2. Earl Cowper (* 1709; † 1764)

        5. Cornelis von Nassau-Ouwerkerk (* 1675; † 1712), Herr von Woudenberg
        6. Wilhelm Moritz von Nassau-Ouwerkerk (* 1679; † 1753), Herr von Ouwerkerk
          1. Heinrich von Nassau-Ouwerkerk († 1734)

        7. Franz von Nassau-Ouwerkerk (* 1682; † 1710)
        8. Lucia Anna von Nassau-Ouwerkerk († 1744), ⚭ Nanfan Coote, 2. Earl of Bellomont
        9. Anna Elisabeth von Nassau-Ouwerkerk

  8. Emilia von Oranien-Nassau (* 1569; † 1629), ⚭ Manuel von Portugal (* 1568; † 1638)
  9. Luise Juliane von Oranien (* 1576; † 1644), ⚭ Kurfürst Friedrich IV. (Pfalz) (* 1574; † 1610)
  10. Elisabeth von Oranien-Nassau (* 1577; † 1642), ⚭ Henri de La Tour d’Auvergne, duc de Bouillon (* 1555; † 1623)
  11. Katharina Belgica von Oranien-Nassau (* 1578; † 1648), ⚭ Graf Philipp Ludwig II. (Hanau-Münzenberg) (* 1576; † 1612)
  12. Charlotte Flandrina von Oranien-Nassau (* 1579; † 1640)
  13. Charlotte Brabantina von Oranien-Nassau (* 1580; † 1631), ⚭ Claude de La Trémoille, duc de Thouars (* 1566; † 1604)
  14. Emilia Secunda Antwerpiana von Oranien-Nassau (* 1581; † 1657), ⚭ Pfalzgraf Friedrich Kasimir (Pfalz-Zweibrücken-Landsberg) (* 1585; † 1645)
  15. Friedrich Heinrich (Oranien) (* 1584; † 1647), ⚭ Amalie zu Solms-Braunfels (* 1602; † 1675), Tochter von Johann Albrecht I. von Solms-Braunfels (* 1563; † 1623)
    1. Wilhelm II. (Oranien) (* 1626; † 1650), ⚭ Maria Henrietta Stuart (* 1631; † 1660), Tochter von König Karl I. (England) (* 1600; † 1649)
      1. Wilhelm III. (Oranien) (* 1650; † 1702), ⚭ Königin Maria II. (England) (* 1662; † 1694), Tochter von König Jakob II. (England) (* 1633; † 1701); → Linie ausgestorben

    2. Luise Henriette von Oranien (* 1627; † 1667), ⚭ Kurfürst Friedrich Wilhelm (Brandenburg) (* 1620; † 1688)
    3. Henriette Amalia (*/† 1628)
    4. Elisabeth (*/† 1630)
    5. Isabelle Charlotte (* 1632; † 1642)
    6. Albertine Agnes von Oranien-Nassau (* 1634; † 1696), ⚭ Graf Wilhelm Friedrich (Nassau-Dietz) (* 1613; † 1664)
    7. Henriette Catharina von Nassau-Oranien (* 1637; † 1708), ⚭ Fürst Johann Georg II. (Anhalt-Dessau) (* 1627; † 1693)
    8. Friedrich Heinrich (* 30. November 1639; † 29. Dezember 1639)
    9. Marie von Oranien-Nassau (* 1642; † 1688), ⚭ Pfalzgraf Ludwig Heinrich (Pfalz-Simmern) (* 1640; † 1674)

#### Linie Nassau-Siegen
1. Johann VII. (Nassau-Siegen) (* 1561; † 1623), Graf von Nassau-Siegen, ⚭ (I) Magdalena von Waldeck (* 1558; † 1599), Tochter des Grafen Philipp IV. von Waldeck; ⚭ (II) Margaretha von Holstein-Sonderburg (* 1583; † 1638), Tochter von Herzog Johann (Schleswig-Holstein-Sonderburg) (* 1545; † 1622), der Jüngere; → Vorfahren siehe oben, Linie Nassau-Dillenburg
  1. Johann Ernst (* 1582; † 1617)
  2. Johann VIII. (Nassau-Siegen) (* 1583; † 1638), der Jüngere, ⚭ Ernestine von Ligne (* 1594; † 1668), Tochter von Prinz Lamoral de Ligne
    1. Maria (* 1619; † 1620)
    2. (Tochter) (1620)
    3. Klara Maria (* 1621; † 1695), ⚭ (I) Albert Heinrich von Ligne; ⚭ (II) Claude Lamoral 3. Fürst von Ligne
    4. Ernestine Charlotte (* 1623; † 1668), ⚭ Fürst Moritz Heinrich (Nassau-Hadamar) (* 1626; † 1679)
    5. Lamberta Alberta Gabriele Ursula (* 1625; † 1635)
    6. Johann Franz Desideratus (Nassau-Siegen) (* 1627; † 1699) ⚭ (I) Johanna Claudia Gräfin von Königsegg-Rothenfels-Aulendorf (* 23. Dezember 1632 in Innsbruck; † 23. November 1663 in Renaix); ⚭ (II) Maria Eleonore Sophia Markgräfin von Baden-Baden (* 23. August 1641; † 18. April 1668), Tochter von Hermann Fortunat (* 1595; † 1665); ⚭ (III) Isabella Claire Eugénie du Paget de la Serre (* 1651; † 19. Oktober 1714)
      1. Maria Leopoldine Eleonora Gabriella (* 1652; † 1675) ⚭ Fürst Moritz Heinrich (Nassau-Hadamar) (* 1626; † 1679)
      2. Ernestine Klaudia Margarethe Felizitas (* 1653; † 1654)
      3. Klara Juliana Margarethe Felizitas (* 1653; † 1727)
      4. Luise (* 1654; † 1664)
      5. Albertine Anna Gabriella (* 1655; † 1727)
      6. (Sohn) (* 1655)
      7. Ernestine Eleonore Antonia (* 1656; † 1675)
      8. Klara Gilone (* 1656; † 1727)
      9. Albertine Anna (* 1658; † 1718)
      10. Maria Donata Gabriele (* 1660; † 1660)
      11. Louise Karoline Anna (* 1661; † 1664)
      12. (Tochter) (1662)
      13. (Sohn) (1663)
      14. Franz Fortunatos (* 1666; † 1672)
      15. Wilhelm Hyacinth (Nassau-Siegen) (* 1666; † 1743), ⚭ (I) Maria Francisca von Fürstenberg-Heiligenberg; ⚭ (II) Maria Anna von Hohenlohe-Waldenburg-Schillingsfürst
        1. Josef Hyacinth (* 1688; † 1688)
        2. Franz Josef (* 1689; † 1703)
        3. (Tochter) (* 1691; † 1692)
        4. Maria Anna Josefa (* 1704; † 1723)

      16. Alexis Anton Christian Ferdinand (* 1673; † 1743)
      17. Joseph (1674)
      18. Charlotte Sophia Johanna (* 1675; † 1676)
      19. Joseph Moritz Karl (* 1676; † 1677)
      20. Maria Philippina (* 1677; † 1678)
      21. Franz Hugo Ferdinand Gereon (* 1678; † 1727), ⚭ Gräfin Leopoldine von Hohenlohe-Bartenstein (* 21. August 1703; † 1776)
      22. Anna Luise Franziska (* 1681; † 1728), ⚭ Charles Damman, Viconte d'Oomberghe († 18. Juni 1721)
      23. Klara Bernhardina Franziska (* 1682; † 1724), ⚭ Francisco de Sousa Pacheco († 23. September 1709)
      24. Emanuel Ignaz (* 1688; † 1735), ⚭ Charlotte de Mailly-Nesle (* 17. März 1688; † 17. März 1769) war vermutlich der Großvater des Prince de Nassau-Siegen
        1. Maximilien Guillaume Adolphe († 1748)
          1. Karl Heinrich (* 1743; † 1808), ⚭ Karolina Gozdzka (* 1747; † 1807)

      25. Johanna Baptista Josephina (* 1690; † 1745)

  3. Elisabeth (* 1584; † 1661), ⚭ Graf Christian (Waldeck) (* 1585; † 1637)
  4. Adolf (* 1586; † 1608)
  5. Juliane von Nassau-Dillenburg (* 1587; † 1643), ⚭ Moritz (Hessen-Kassel) (* 1572; † 1632)
  6. Anna Maria (* 1589; † 1620), ⚭ Graf Johann Adolf von Daun-Falkenstein zu Broich (* 1582; † 1623)
  7. Johann Albrecht (* 1590; † 1593)
  8. Wilhelm (Nassau-Hilchenbach) (* 1592; X 1642), ⚭ Christine von Erbach (* 1596; † 1646), Tochter von Georg III. von Erbach (* 1548; † 1605)
    1. Johann Wilhelm (* 1620; † 1623)
    2. Moritz Friedrich (* 1621; X 1638)
    3. Maria Magdalena (* 1622; † 1647), ⚭ Graf Philipp Dietrich (Waldeck) (* 1614; † 1645)
    4. Ernestine Juliane (* 1624; † 1634)
    5. Elisabeth Charlotte (* 1626; † 1694), ⚭ Georg Friedrich (Waldeck-Eisenberg) (* 1620; † 1692), Reichsfeldmarschall, Generalkapitän
    6. Hollandine (* 1628; † 1629)
    7. Wilhelmine Christine (* 1629; † 1700), ⚭ Graf Josias (Waldeck-Wildungen) (* 1636; † 1669)

  9. Anna Johanna (* 1594; † 1636), ⚭ Johan Wolfert van Brederode (* 1599; † 1655)
  10. Friedrich Ludwig (* 1595; † 1600)
  11. Magdalena (* 1596; † 1661)
  12. Johann Friedrich (1597)
  13. Johann Moritz (Nassau-Siegen) (* 1604; † 1679), Statthalter in Brasilien
  14. Georg Friedrich (Nassau-Siegen) (* 1606; † 1674), ⚭ Mauritia Eleonora von Portugal (* 1609; † 1674), Tochter von Manuel von Portugal (* 1568; † 1638)
    1. (Tochter)
    2. Margaretha Sofia († 1737)

  15. Wilhelm Otto (* 1607; X 1641)
  16. Louise Christina (* 1608; † 1685), ⚭ Baron Philippe Francois du Houx de Watteville (* 1605; † 1636)
  17. Sofia Margaretha (* 1610; † 1665), ⚭ Graf Georg Ernst von Limburg-Styrum (* 1593; † 1661)
  18. Heinrich (Nassau-Siegen) (* 1611; † 1652), ⚭ Elisabeth von Limburg-Styrum (* 1623; † 1707), Tochter von Graf Georg Ernst von Limburg-Styrum (* 1593; † 1661)
    1. Ernestine (* 1647; † 1652)
    2. Wilhelm Moritz (Nassau-Siegen) (* 1649; † 1691), ⚭ Ernestine Charlotte von Nassau-Dillenburg-Schaumburg (* 1662; † 1732), Tochter von Adolf (Nassau-Schaumburg) (* 1629; † 1676)
      1. Friedrich Wilhelm I. Adolf (Nassau-Siegen) (* 1680; † 1722), ⚭ (I) Franziska von Hessen-Homburg (* 1681; † 1707), Tochter von Landgraf Friedrich II. (Hessen-Homburg) (* 1633; † 1708), gen. Prinz von Homburg; ⚭ (II) Amalie Luise von Kurland (* 1687; † 1750), Tochter von Friedrich II. Kasimir Kettler (* 1650; † 1698), Herzog von Kurland
        1. Charlotte Friederike (* 1702; † 1785), ⚭ (I) Fürst Leopold (Anhalt-Köthen) (* 1694; † 1728); ⚭ (II) Graf Albrecht Wolfgang (Schaumburg-Lippe) (* 1699; † 1748)
        2. Sophia Maria (* 1704)
        3. Sibylle Henriette (* 1705; † 1712)
        4. Friedrich Wilhelm II. (Nassau-Siegen) (* 1706; † 1734), ⚭ Sophie Polixena Concórdia von Sayn-Wittgenstein; → Linie ausgestorben
          1. Sophie Charlotte (* 6. Juni 1729; † 2. April 1759), ⚭ 30. September 1748 Graf Karl Paul Ernst von Bentheim-Steinfurt (* 1729; † 1780) (jüngere Linie)
          2. Friederike Wilhelmine (* 3. April 1730; † 18. November 1733)
          3. Marie Eleonore Konkordia (* 2. März 1731; † 20. April 1759). Sie starb an Blattern im Haus des Predigers Theodor Diederich Henrich Wevers in Kamen.
          4. Friederike Auguste (* 1. Juni 1732; † 23. März 1733)
          5. Catharina Anna Charlotte Auguste (* 19. Juni 1734; † 9. Juni 1759)

        5. Sophia Elisabeth (* 1707; † 1708)
        6. Sophia Wilhelmine Adelheid (* 1709; † 1710)
        7. Karl Friedrich (* 1710)
        8. Charlotte Wilhelmine (* 1711; † 1771)
        9. Auguste Albertine (* 1712; † 1742), ⚭ Graf Friedrich zu Sayn-Wittgenstein-Hohenstein (* 1708; † 1756)
        10. Ludwig Ferdinand (* 1714; † 1715)
        11. Karoline Amalie Adolfine (* 1715; † 1752), ⚭ Reichsgraf Christian August (Solms-Laubach) (* 1714; † 1784)
        12. Wilhelm Moritz (* 1717; † 1719)
        13. Elisabeth Hedwig (* 1719; † 1789), ⚭ Graf Friedrich zu Sayn-Wittgenstein-Hohenstein (* 1708; † 1756)

      2. Karl Ludwig Heinrich (* 1682; † 1694)

    3. Sophie Amalie (* 1650; † 1688), ⚭ Friedrich II. Kasimir Kettler (* 1650; † 1698), Herzog von Kurland
    4. Friedrich (* 1651; † 1676)

  19. Marie Juliane (* 1612; † 1665), ⚭ Herzog Franz Heinrich von Sachsen-Lauenburg (* 1604; † 1658)
  20. Amalia Magdalena von Nassau-Siegen (* 1613; † 1669) ⚭ (I) Hermann von Wrangel (* 1587; † 1643); ⚭ (II) Herzog Christian August (Pfalz-Sulzbach) (* 1622; † 1708)
  21. Bernhard (* 1614; † 1617)
  22. Christian (* 1616; † 1644)
  23. Catharina (* 1617; † 1645)
  24. Johann Ernst II. (* 1618; † 1639)
  25. Elisabeth Juliana (* 1620; † 1665), ⚭ Graf Bernhard von Sayn-Wittgenstein (* 1620; † 1675)

#### Linie Nassau-Dillenburg 2
1. Georg (Nassau-Dillenburg) (* 1562; † 1623) ⚭ 1. 1548 Anna Amalie von Nassau-Saarbrücken (* 1565; † 1605), Tochter von Philipp IV. (Nassau-Weilburg) (* 1542; † 1602) ⚭ 2. 1605 Gräfin Amalie von Sayn-Wittgenstein (* 1585; † 1633), Tochter von Ludwig I. (Sayn-Wittgenstein); → Vorfahrensiehe oben, Linie Nassau-Dillenburg
  1. Johann Philipp (*/† 1586)
  2. Johann Georg (*/† 1587)
  3. (Sohn) (*/† 1588)
  4. Johann Philipp (* 1590; † 1607)
  5. Georg (* 1591; † 1616)
  6. Maria Juliane (* 1592; † 1645), ⚭ Graf Georg zu Sayn-Wittgenstein-Berleburg (* 1565; † 1631), Sohn von Graf Ludwig I. zu Sayn-Wittgenstein
  7. Luise (* 1593; † 1614)
  8. Ludwig Heinrich (Nassau-Dillenburg) (* 1594; † 1662)
    1. Anna Amalia (* 1616; † 1649)
    2. Georg Ludwig (* 1618; † 1656), ⚭ Anna Augusta von Braunschweig-Wolfenbüttel (* 1612; † 1673), Tochter von Herzog Heinrich Julius (Braunschweig-Wolfenbüttel) (* 1564; † 1613)
      1. Elisabeth Katharina (* 1639; † 1641)
      2. Sofie Eleonore (* 1640; † 1712)
      3. Heinrich (Nassau-Dillenburg) (* 1641; † 1701), ⚭ Dorothea Elisabeth von Liegnitz (* 1646; † 1691), Tochter von Herzog Georg von Liegnitz
        1. Georg Ludwig (* 1667; † 1681)
        2. Wilhelm II. (Nassau-Dillenburg) (* 1670; † 1724), ⚭ Dorothea Johanna von Holstein-Plön (* 1676; † 1727), Tochter von August (Schleswig-Holstein-Sonderburg-Norburg-Plön) (* 1635; † 1699)
          1. Heinrich August Wilhelm (* 1700; † 1718)
          2. Elisabeth Charlotte (* 1703; † 1720)

        3. Karl (1672)
        4. Adolf (* 1673; † 1690)
        5. Friedrich Heinrich (* 1678; † 1681)
        6. Ludwig Heinrich (* 1681; † 1710)
        7. Johann Georg (* 1683; † 1690)
        8. Christian (Nassau-Dillenburg) (* 1688; † 1739), ⚭ Isabella von Nassau-Diez (* 1692; † 1757), Tochter von Reichsfürst Heinrich Casimir II. (Nassau-Dietz) (* 1657; † 1696); → Linie ausgestorben
        9. Heinrich (1689)
        10. Sofie Auguste (* 1666; † 1733), ⚭ Fürst Wilhelm (Anhalt-Harzgerode) (* 1643; † 1709)
        11. Albertine (* 1668; † 1719)
        12. Friederike Amalie (* 1674; † 1724)
        13. Dorothea Elisabeth (1676)
        14. Wilhelmine Henriette (* 1677; † 1727)
        15. Charlotta Amalia (* 1680; † 1738), ⚭ Fürst Wilhelm Heinrich (Nassau-Usingen) (* 1684; † 1718)
        16. Dorothea Elisabeth (* 1685; † 1686)

      4. Charlotte (* 1643; † 1686) ⚭ Graf Ferdinand Gobert von Aspremont-Lynden (* 1645; † 1708)
      5. Luise (* 1652; † 1670)
      6. Anna Katharina (* 1652- nach 1662)

    3. Elisabeth (* 1619; † 1665)
    4. Juliana (* 1620; † 1621)
    5. Johann Albrecht (* 1621; † 1622)
    6. Catharina (* 1622; † 1631)
    7. Luise (* 1623; † 1665), ⚭ Graf Johann Ludwig zu Ysenburg und Büdingen (* 1622; † 1685), Sohn von Graf Wolfgang Heinrich zu Ysenburg und Büdingen
    8. (Tochter) (* 1624)
    9. Heinrich Wilhelm (* 1626; † 1627)
    10. Magdalene (* 1628; † 1663), ⚭ Graf Christian Moritz zu Ysenburg und Büdingen (* 1626; † 1664), Sohn von Graf Wolfgang Heinrich zu Ysenburg und Büdingen
    11. Adolf (Nassau-Schaumburg) (* 1629; † 1676), ⚭ Elisabeth Charlotte von Holzappel-Schaumburg (* 1640; † 1707), Tochter von Feldmarschall Peter Melander von Holzappel (* 1589; † 1648)
      1. Catharina (* 1659)
      2. Agnes (* 1660)
      3. Wilhelm Ludwig (* 1661)
      4. Ernestine Charlotte (* 1662; † 1732), ⚭ I) Wilhelm Moritz von Nassau-Siegen (* 1649; † 1691), ⚭ II) Friedrich Philipp von Geuder genannt von Rabensteiner († 13. Mai 1727), Rat und Hofmeister zu Bernburg
      5. Johanna Elisabeth (* 1663; † 9. Februar 1700), ⚭ Friedrich Adolf von Lippe-Detmold (* 1667; † 1718)
      6. Louise Henriette (*/† 1665)
      7. Karl Heinrich (* 1670)
      8. Charlotte (* 1673; † 1700), ⚭ Lebrecht von Anhalt-Bernburg-Hoym (* 1669; † 1727)

    12. Philipp (* 1630; † 1657)
    13. (Tochter) (1631)
    14. (Tochter) (1631)
    15. Maria Eleonore (* 1632; † 1633)
    16. August Heinrich (* 1657; † 1680)
    17. Karl (* 1658; † 1659)
    18. Ludwig (1658)

  9. Philipp Wolfgang (1595)
  10. Albrecht (Nassau-Dillenburg) (* 1596; † 1626)
  11. Amalia (* 1597; † 1598)
  12. Elisabeth (* 1598; † 1599)
  13. Erica (* 1600; † 1657)
  14. Anna Elisabeth (* 1602; † 1651)
  15. Moritz Ludwig (* 1603; † 1604)
  16. Margaretha (* 1606; † 1661), ⚭ Graf Otto (Lippe-Brake) (* 1589; † 1657)

#### Linie Nassau-Dietz
1. Ernst Casimir (Nassau-Dietz) (* 1573; † 1632), ⚭ Sophie Hedwig von Braunschweig-Lüneburg (* 1592; † 1642), Tochter von Heinrich Julius (Braunschweig-Wolfenbüttel) (* 1564; † 1613); → Vorfahren siehe oben, Linie Nassau-Dillenburg
  1. Heinrich Casimir I. (Nassau-Dietz) (* 1612; X 1640)
  2. Wilhelm Friedrich (Nassau-Dietz) (* 1613; † 1664), ⚭ Albertine Agnes von Oranien-Nassau (* 1634; † 1696), Tochter von Friedrich Heinrich (Oranien) (* 1584; † 1647)
    1. Amalie (* 1654; † 1695), ⚭ Johann Wilhelm (Sachsen-Eisenach) (* 1666; † 1729)
    2. Heinrich Casimir II. (Nassau-Dietz) (* 1657; † 1696), ⚭ Henriette Amalia von Anhalt-Dessau (* 1666; † 1726), Tochter von Johann Georg II. (Anhalt-Dessau) (* 1627; † 1693)
      1. Willem Georg Friso (* 1685; † 1686), Erbprinz von Nassau-Dietz
      2. Henriette Albertine (* 1686; † 1754)
      3. Johann Wilhelm Friso (Nassau-Dietz) (* 1687; † 1711), ⚭ Marie Luise von Hessen-Kassel (* 1688; † 1765), Tochter von Landgraf Karl (Hessen-Kassel) (* 1654; † 1730)
        1. Anna Charlotte Amalie von Nassau-Dietz-Oranien (* 1710; † 1777), ⚭ Erbprinz Friedrich von Baden-Durlach (* 1703; † 1732)
        2. Wilhelm IV. (Oranien) (* 1711; † 1751), ⚭ Anne, Princess Royal und Prinzessin von Oranien (* 1709; † 1759), Tochter von König Georg II. (Großbritannien) (* 1683; † 1760); → Nachfahren siehe unten, Jüngere Linie Oranien-Nassau

      4. Maria Amalia (* 1689; † 1771)
      5. Sofia Hedwig (* 1690; † 1734), ⚭ Herzog Karl Leopold (Mecklenburg) (* 1678; † 1747)
      6. Isabelle Charlotte von Nassau-Dietz (* 1692; † 1757), ⚭ Fürst Christian (Nassau-Dillenburg) (* 1688; † 1739)
      7. Johanna Agnes (* 1693; † 1765)
      8. Louise Leopoldina (* 1695; † 1758)
      9. Henriette Casimira (* 1696; † 1738)

    3. Sophia Wilhelmina Hedwig (* 1664; † 1668)

##### Jüngere Linie Oranien-Nassau
1. Wilhelm IV. (Oranien) (* 1711; † 1751), ⚭ Anne, Princess Royal und Prinzessin von Oranien (* 1709; † 1759), Tochter von König Georg II. (Großbritannien) (* 1683; † 1760); → Vorfahren siehe oben, Linie Nassau-Dietz
  1. Karoline von Oranien-Nassau-Diez (* 1743; † 1787), ⚭ Karl Christian (Nassau-Weilburg) (* 1735; † 1788)
  2. Wilhelm V. (Oranien) (* 1748; † 1806), Statthalter der Niederlande, ⚭ Wilhelmine von Preußen (* 1751; † 1820), Tochter von Prinz August Wilhelm von Preußen (* 1722; † 1758)
    1. Friederika Louise Wilhelmina (* 1770; † 1819), ⚭ Erbprinz Karl George August von Braunschweig-Wolfenbüttel (* 1766; † 1806), Sohn von Karl Wilhelm Ferdinand (* 1735; † 1806)
    2. Wilhelm I. (Niederlande) (* 1772; † 1843), König der Niederlande, ⚭ Wilhelmine von Preußen (* 1774; † 1837), Tochter von König Friedrich Wilhelm II. (Preußen) (* 1744; † 1797)
      1. Wilhelm II. (Niederlande) (* 1792; † 1849), ⚭ Anna Pawlowna (* 1795; † 1865), Tochter von Zar Paul I. (Russland) (* 1754; † 1801)
        1. Wilhelm III. (Niederlande) (* 1817; † 1890), ⚭ (I) Sophie von Württemberg (* 1818; † 1877), Tochter von König Wilhelm I. (Württemberg) (* 1781; † 1864), ⚭ (II) Emma zu Waldeck und Pyrmont (* 1858; † 1934), Tochter von Georg Viktor (Waldeck-Pyrmont) (* 1831; † 1893)
          1. (I) Wilhelm von Oranien-Nassau (* 1840; † 1879)
          2. (I) Wilhelm Friedrich Moritz Alexander Heinrich Karl (* 1843; † 1850)
          3. (I) Alexander von Oranien-Nassau (* 1851; † 1884)
          4. (II) Wilhelmina (Niederlande) (* 1880; † 1962), ⚭ Heinrich zu Mecklenburg (* 1876; † 1934) (Haus Mecklenburg)
            1. Juliana (Niederlande) (* 1909; † 2004), ⚭ Bernhard zur Lippe-Biesterfeld (* 1911; † 2004) (Haus Lippe-Biesterfeld)
              1. Beatrix (Niederlande) (* 1938), ⚭ Claus von Amsberg (* 1926; † 2002) (Haus Amsberg)
                1. Willem-Alexander (Niederlande) (* 1967), ⚭ Máxima Zorreguieta Cerruti (* 1971)
                  1. Catharina-Amalia von Oranien-Nassau (* 2003)
                  2. Alexia von Oranien-Nassau (* 2005)
                  3. Ariane von Oranien-Nassau (* 2007)

                2. Johan Friso von Oranien-Nassau (* 1968; † 2013), ⚭ Mabel Wisse Smit (* 1968)
                  1. Luana (* 2005)
                  2. Zaria (* 2006)

                3. Constantijn von Oranien-Nassau (* 1969), ⚭ Laurentien Brinkhorst
                  1. Eloise von Oranien-Nassau (* 2002)
                  2. Claus-Casimir von Oranien-Nassau (* 2004)
                  3. Leonore von Oranien-Nassau (* 2006)

              2. Irene von Oranien-Nassau (* 1939), ⚭ Carlos Hugo von Bourbon-Parma (* 1930; † 2010)
                1. Carlos de Bourbon-Parma (* 1970)
                  1. Carlos Klynstra (* 1997), Sohn von Gitte Klynstra

                2. Margarita de Bourbon-Parma (* 1972), ⚭ I. (geschieden) Edwin de Roy van Zuydewijn, II. Tjalling Ten Cate
                  1. Julia ten Cate (* 2008)

                3. Jaime de Bourbon-Parma (* 1972), ⚭ Viktoria Cservenyak (* 1982)
                4. Carolina de Bourbon-Parma (* 1974)

              3. Margriet von Oranien-Nassau (* 1943), ⚭ Pieter van Vollenhoven
                1. Maurits von Oranien-Nassau van Vollenhoven (* 1968), ⚭ Marie-Hélène Angela van den Broek
                  1. Anastasia van Lippe-Biesterfeld van Vollenhoven (* 2001)
                  2. Lucas van Lippe-Biesterfeld van Vollenhoven (* 2002)
                  3. Felicia van Lippe-Biesterfeld van Vollenhoven (* 2005)

                2. Bernhard von Oranien-Nassau van Vollenhoven (* 1969), ⚭ Annette Sekrève
                  1. Isabella van Vollenhoven (* 1992)
                  2. Benjamin van Vollenhoven (* 1996)

                3. Pieter-Christiaan von Oranien-Nassau van Vollenhoven (* 1972), ⚭ Anita Theodora van Eijk
                  1. Emma van Vollenhoven (* 2006)
                  2. Pieter van Vollenhoven (* 2008)

                4. Floris von Oranien-Nassau van Vollenhoven (* 1975), ⚭ Aimée Leonie Allegonde Marie Söhngen
                  1. Magali van Vollenhoven (* 2007)
                  2. Elaine van Vollenhoven (* 2009)

              4. Christina von Oranien-Nassau (* 1947; † 2019), ⚭ Jorge Guillermo (* 1946)
                1. Bernardo Guillermo (* 1977)
                2. Nicolás Guillermo (* 1979)
                3. Juliana Guillermo (* 1981)

        2. Wilhelm Alexander Friedrich von Oranien-Nassau (* 1818; † 1848)
        3. Heinrich von Oranien-Nassau (* 1820; † 1879)
        4. Ernst Casimir (1822)
        5. Sophie von Oranien-Nassau (* 1824; † 1897), ⚭ Großherzog Carl Alexander (Sachsen-Weimar-Eisenach) (* 1818; † 1901)

      2. Friedrich von Oranien-Nassau (1797–1881), ⚭ Luise von Preußen (1808–1870), Tochter von König Friedrich Wilhelm III. (Preußen) (* 1770; † 1840)
        1. Luise von Oranien-Nassau (* 1828; † 1871), ⚭ König Karl XV. (Schweden) (* 1826; † 1872)
        2. Marie von Oranien-Nassau (1841–1910) (* 1841; † 1910), ⚭ Wilhelm zu Wied (1845–1907)

      3. Wilhelmina Friederika Paulina (* 1800; † 1806)
      4. Marianne von Oranien-Nassau (* 1810; † 1883), ⚭ Albrecht von Preußen (* 1809; † 1872)

    3. Wilhelm Georg Friedrich von Oranien-Nassau (* 1774; † 1799)

#### Jüngere Linie Nassau-Hadamar
1. Johann Ludwig (Nassau-Hadamar) (* 1590; † 1653), ⚭ Ursula zur Lippe (* 1598; † 1638), Tochter von Graf Simon VI. (Lippe) (* 1554; † 1613); → Vorfahren siehe oben, Linie Nassau-Dillenburg
  1. Johanna Elisabeth von Nassau-Hadamar (* 1619; † 1647), ⚭ Friedrich (Anhalt-Harzgerode) (* 1613; † 1670)
  2. Ludovica Ursula (* 1620; † 1635)
  3. Sophia Magdalena (* 1622; † 1658), ⚭ Herzog Ludwig Heinrich (Nassau-Dillenburg) (* 1594; † 1662)
  4. Johann Ludwig (* 29. August 1623 in Hadamar; † 12. Januar 1624 ebenda)
  5. Simon Ludwig (* 8. Dezember 1624 in Hadamar; † 28. Februar 1628 ebenda)
  6. Moritz Heinrich (Nassau-Hadamar) (* 1626; † 1679), ⚭ (I) Ernestine Charlotte von Nassau-Siegen (* 1623; † 1668), Tochter von Graf Johann VIII. (Nassau-Siegen) (* 1583; † 1638); ⚭ (II) Maria Leopoldine von Nassau-Siegen (* 1652; † 1675), Tochter von Graf Johann Franz Desideratus (Nassau-Siegen) (* 1627; † 1699); ⚭ (III) Anna Luise von Manderscheid-Blankenheim (* 1654; † 1692), Tochter von Graf Salentin Ernst von Manderscheid-Blankenheim (1630–1705)
    1. Ernestine Ludowika (1651; † 1661)
    2. Johann Lamoral (* 1653; † 1654)
    3. Philipp Karl (* 1656; † 1668)
    4. Franz Kasper (* 1657; † 1659)
    5. Claudia Franziska von Nassau-Hadamar (* 1660; † 1680), ⚭ Fürst Ferdinand August von Lobkowitz (* 1655; † 1715)
    6. Maximilian August (* 1662; † 1664)
    7. Leopold Franz Ignaz (* 1672; † 1675)
    8. Franz Alexander (Nassau-Hadamar) (* 1674; † 1711), ⚭ Elisabeth Catharina Felicitas von Hessen-Rotenburg (* 1678; † 1739), Tochter von Landgraf Wilhelm I. (Hessen-Rotenburg) (* 1648; † 1725); → Linie ausgestorben
      1. Josef Hugo (* 1701; † 1708)
      2. Franziska Maria Anna Wilhelmina (* 1696; † 1697)
      3. Elisabeth (* 1698; † 1724), Nonne in Thorn und Essen
      4. Charlotte Wilhelmine Amalie Alexandrina von Nassau-Hadamar (* 1703; † 1740), ⚭ Jean Philippe Eugène de Merode-Westerloo (* 1674; † 1732)

    9. Lothar Hugo (*/† 1675)
    10. Damian Salomon Salentin (*/† 1676)
    11. Wilhelm Bernhard Ludwig (*/† 1677)
    12. Hugo Ferdinand (* 1678; † 1679)
    13. Albertine Johannette von Nassau-Hadamar (* 1679; † 1716), ⚭ Fürst Ludwig Otto zu Salm (* 1674; † 1738)

  7. Hermann Otto (Nassau-Hadamar) (* 1627; † 1660)
  8. Philipp Ludwig (* 11. Dezember 1628 in Hadamar; † 24. Dezember 1629 ebenda)
  9. Anna Katharina (* 27. April 1630 in Hadamar; † 10. Juni 1630 ebenda)
  10. Johann Ernst (Nassau-Hadamar) (* 1631; † 1651)
  11. Anselm Ferdinand (* 4. Januar 1634 in Hadamar; † 3. Mai 1634 ebenda)
  12. Johann Ludwig (*/† 7. August 1635 in Hadamar)
  13. Franz Bernhard (Nassau-Hadamar) (* 1637; † 1695), Dompropst in Köln, Straßburg, Emmerich und Bremen
  14. Marie Elisabeth (* Juli 1638 in Hadamar; † 23. Juli 1651 ebenda)

### Ältere Linie Nassau-Hadamar
1. Emich I. (Nassau-Hadamar) († 1334), Graf von Nassau-Hadamar, ⚭ Anna von Nürnberg († 1355), Tochter von Burggraf Friedrich III. (Nürnberg) (* um 1220; † 1297); → Vorfahren siehe oben, Ottonische Linie
  1. Anna († 1329), ⚭ Kuno II. von Falkenstein
  2. Jutta († nach 1359), ⚭ Gerhard VI. von Diez
  3. Johann (Nassau-Hadamar) († 1365), ⚭ Elisabeth von Waldeck († 1385), Tochter von Graf Heinrich IV. (Waldeck) (* 1282/90; † 1348)
    1. Emich (* 1331; † 1334)
    2. Emich († 1358)
    3. Helena († um 1343)
    4. Johann († 1362)
    5. Heinrich (Nassau-Hadamar) († 1368)
    6. Emich III. (Nassau-Hadamar) († 1394); → Linie ausgestorben
    7. Anna von Nassau-Hadamar († 1404), ⚭ (I) Ruprecht VII. (Nassau-Sonnenberg) († 1390), gen. der Kriegerische, ⚭ (II) Graf Diether VIII. (Katzenelnbogen) (* 1340; † 1402)
    8. Elisabeth von Nassau-Hadamar († 1412), Äbtissin zu Essen
    9. Elichin/Adelheid († 1403), ⚭ Graf Friedrich von Castell
    10. Adelheid († vor 1385), ⚭ Graf Wilhelm von Castell

  4. Emich II. (Nassau-Hadamar) († 1359), Kanoniker in Mainz und Speyer
  5. Agnes/Nese, Klosterfrau in Altenburg
  6. Helena, Klosterfrau in Altenburg
  7. Margarete, ⚭ NN von Hohenberg
  8. Margarethe († 1363), Klosterfrau in St. Klara zu Nürnberg